# Rasbora tornieri
Rasbora tornieri és una espècie de peix cipriniforme de la família dels ciprínids.

## Morfologia
Els mascles poden assolir els 17 cm de longitud total.

## Distribució geogràfica
Es troba a Indoxina, Malàisia i Indonèsia.